# Léon Lhomme
Léon Lhomme est un entomologiste français, né le 30 avril 1867 à Lille et décédé le 24 avril 1949 à Le Carriol, Lot.

## Publications
Après des études d'ingénieur à l'Institut industriel du Nord (École centrale de Lille promotion1887) et une vie professionnelle comme directeur de sucreries, il prend en 1909 la succession de Paul Klincksieck, à la direction de la Librairie des Sciences Naturelles, à Paris. En 1922, il crée la revue L'Amateur de papillons. En 1938 le titre de la revue devient Revue française de lépidoptérologie, la revue continuera d'être publiée jusqu'en 1957. Il publie de très nombreux articles dans sa revue.
En 1923 il commence la publication du Catalogue des Lepidoptera de France qui sera suivi de deux autres parties consacrées aux Microlépidoptères jusqu'en 1949. En 1932 il rédige un Guide de l'amateur de papillons, qui sera partiellement édité en 1976 par la société Sciences Nat. 
Il est aussi l'auteur d'un Catalogue des Lépidoptères du département du Lot qui n'a jamais été publié. 
Il est membre de la Société Entomologique de France.